# 大竹园站
大竹园站是襄渝铁路上的一座铁路车站，位于陕西省安康市汉滨区大竹园镇境内，启用于1973年10月。车站隶属于中国铁路西安局集团安康车务段，为四等站，现办理货运业务及客运通勤业务（不办理联网售票）。

## 设施
车站站场为西北—东南走向，站房位于线右。车站设有到发线4条（正线2股）。由于地形原因，车站站场呈“燕尾式”：车站的上下行系统共用一个上行咽喉，设有渡线；而各自的下行咽喉则向外侧分离，互相独立。此外，由于后期复线化改造的原因，车站有1股侧线位于正线中间。